# Lijst van Stolpersteine in Echt-Susteren

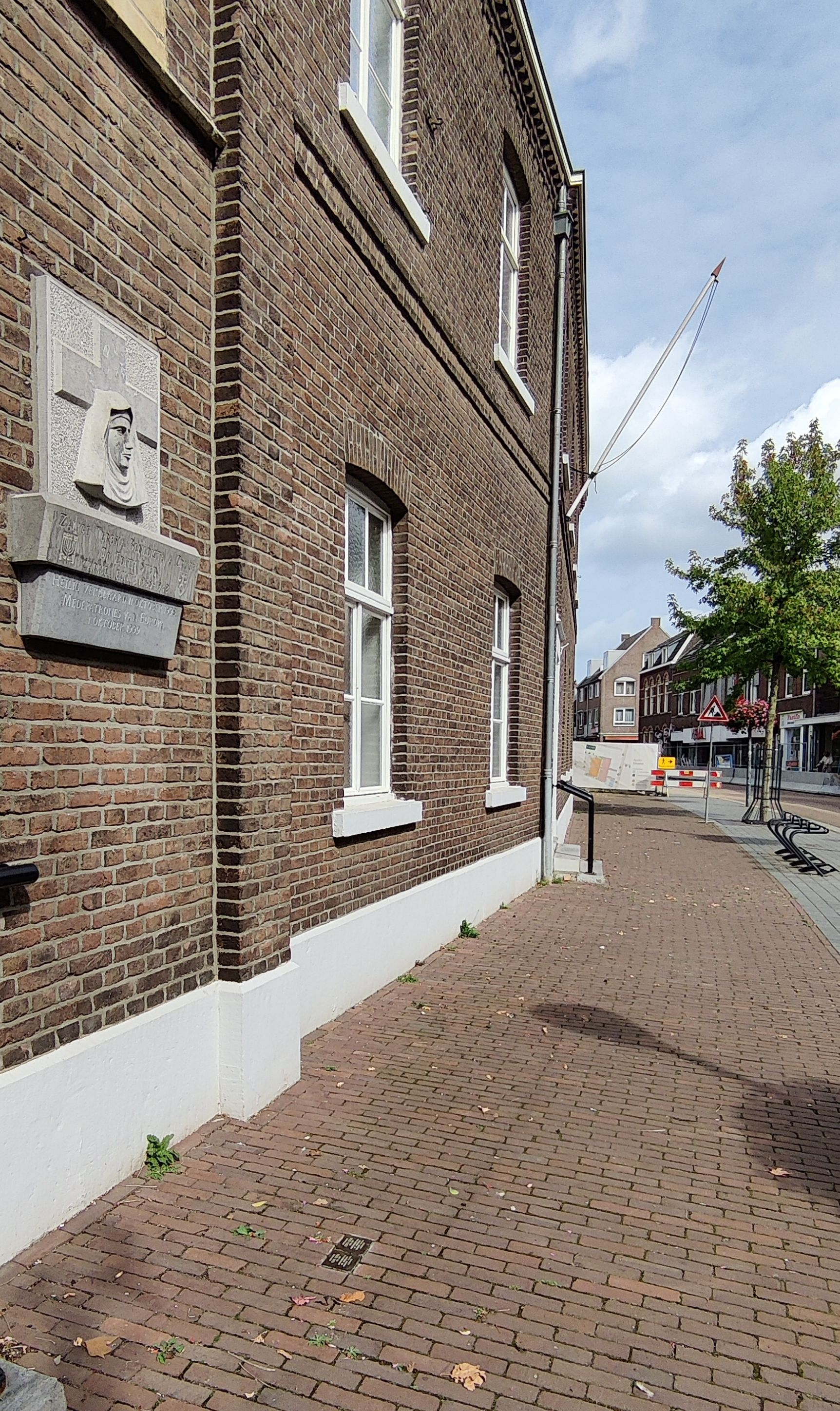
Stolpersteine voor Edith en Rosa Stein in Echt

De lijst van Stolpersteine in Echt-Susteren geeft een overzicht van de gedenkstenen die in de gemeente Echt-Susteren in de Nederlandse provincie Limburg zijn geplaatst in het kader van het Stolpersteine-project van de Duitse beeldhouwer-kunstenaar Gunter Demnig.
Stolpersteine zijn opgedragen aan slachtoffers van het nationaalsocialisme, al diegenen die zijn vervolgd, gedeporteerd, vermoord, gedwongen te emigreren of tot zelfmoord gedreven door het nazi-regime. Demnig legt voor elk slachtoffer een aparte steen, meestal voor de laatste zelfgekozen woning.
Omdat het Stolpersteine-project doorloopt, kan deze lijst onvolledig zijn.

## Stolpersteine
In de gemeente Echt-Susteren liggen vier Stolpersteine: twee in Echt en twee in Koningsbosch.

### Echt
In Echt liggen twee Stolpersteine op een adres.
| Afbeelding | Inscriptie                                                                                     | Adres                         | Herdachte persoon       |
| ---------- | ---------------------------------------------------------------------------------------------- | ----------------------------- | ----------------------- |
|            | HIER WOONDE EDITH STEIN GEB. 1891 GEDEPORTEERD 1942 UIT WESTERBORK VERMOORD 9.8.1942 AUSCHWITZ | Bovenstestraat 48 Kaart (OSM) | Edith Stein (1891–1942) |
|            | HIER WOONDE ROSA STEIN GEB. 1882 GEDEPORTEERD 1942 UIT WESTERBORK VERMOORD 9.8.1942 AUSCHWITZ  | Bovenstestraat 48 Kaart (OSM) | Rosa Stein (1882–1942)  |

### Koningsbosch
In Koningsbosch liggen twee Stolpersteine op een adres.
| Afbeelding | Inscriptie | Adres          | Herdachte persoon                 |
| ---------- | --- | -------------- | --------------------------------- |
|            | HIER WOONDE ANNEMARIE GOLDSCHMIDT GEB. 1922 GEARRESTEERD 2.8.1942 GEDEPORTEERD UIT WESTERBORK VERMOORD 30.9.1942 AUSCHWITZ | Kerkstraat 119 | Annemarie Goldschmidt (1922–1942) |
|            | HIER WOONDE ELFRIEDE GOLDSCHMIDT GEB. 1923 GEARRESTEERD 2.8.1942 GEDEPORTEERD UIT WESTERBORK VERMOORD 30.9.1942 AUSCHWITZ  | Kerkstraat 119 | Elfriede Goldschmidt (1923–1942)  |

## Data van plaatsingen
- 2 juli 2013: Echt, twee Stolperstein op Bovenstestraat 48
- 12 februari 2015: Koningsbosch, twee Stolperstein op Kerkstraat 119